# Сергеево-Щелья
Сергеево-Щелья (коми Сергей Щелля) — деревня в Усть-Цилемском районе Республики Коми России. Входит в состав сельского поселения Усть-Цильма.

## История
В «Списке населенных мест Российской империи», изданном в 1861 году, населённый пункт упомянут как деревня Сергеево-Щельская Мезенского уезда (2-го стана), при реке Печёре, расположенная в 697 верстах от уездного города Мезень. В деревне насчитывалось 30 дворов и проживал 121 человек (59 мужчин и 62 женщины).
По состоянию на 1920 год, в Сергеево-Щельской имелось 32 двора и проживало 124 человека (51 мужчина и 73 женщины). В административном отношении деревня входила в состав Устьцилемского общества Устьцилемской волости Печорского уезда.

## География
Деревня находится в северо-западной части Республики Коми, на правом берегу реки Печора, на расстоянии примерно 6 километров (по прямой) к северу от села Усть-Цильма, административного центра района. Абсолютная высота — 48 метров над уровнем моря.

### Часовой пояс
Деревня Сергеево-Щелья, как и вся Республика Коми, находится в часовой зоне МСК (московское время). Смещение применяемого времени относительно UTC составляет +3:00.

## Население
| 2010 |
| ---- |
| 310  |

Гендерный состав
По данным Всероссийской переписи населения 2010 года в гендерной структуре населения мужчины составляли 49,4 %, женщины — соответственно 50,6 %.
Национальный состав
Согласно результатам переписи 2002 года, в национальной структуре населения русские составляли 94 % из 78 чел.

## Инфраструктура
В деревне функционирует фельдшерско-акушерский пункт (структурное подразделение Усть-Цилемской ЦРБ).